# Сігрідур Томасдоттір
Сігрідур Томасдоттір (1871-1957) - ісландська екологічна активістка, активність якої допомогла зберегти водоспад Гуллфосс, захистивши його від індустріалізації. Її вважають першою природоохороницею Ісландії. В честь її пам’яті поблизу Гюльфосса створено на скульптуру.

## Раннє життя
Томасдоттір народилася в Браттхольті в 1874 році і виросла на вівчарній фермі своєї родини. Офіційної освіти вона не здобула, але була начитаною і артистичною. Вона та її сестри були гідами для відвідувачів водоспадів.

## Активізм
У 1907 році землевласники, у тому числі батько Томасдоттір, Томас Томассон, підписали угоду про дозвіл на будівництво дамби гідроелектростанції через річку Хвіта, що призвело б до затоплення Гюльфосса. Розгнівана угодою, Томасдоттір подала судовий позов проти забудови та влаштував кілька акцій протесту. Вона здійснила численні походи на 120 кілометрів до Рейк'явіка, за деякими даними, пішки, щоб зустрітися з урядовцями, а пізніше погрожувала кинутися у водоспад.
Юридично її представляв Свенн Бьорнссон, який пізніше став першим президентом Ісландії. Щодо правової системи зусилля Томасдоттір в кінцевому підсумку зазнали невдачі, але привернули позитивну увагу громадськості. Згодом договори оренди були розірвані, а гідроелектростанція так і не була побудована. Гюльфосс і прилегла територія зрештою були продані уряду Ісландії і в 1979 році стали постійним заповідником.

## Спадщина
Томасдоттір померла у 1957 році і була похована на кладовищі Хаукадалур. Скульптор Рікардур Йонссон створив меморіал Томасдоттір, який стоїть поблизу Гюльфосса.